# Церква Святого Миколая (Глиняни)
Церква Святого Миколая в Глинянах — храм УГКЦ, пам'ятка архітектури місцевого значення в місті Глинянах Глинянської громади Львівського району Львівської области України.

## Історія
1621 року в Ходорові згадуються три синагоги, дві церкви та костел.
Мурований храм збудований 1894 року за проєктом архітектора Сильвестра Гавришкевича на місці старішого дерев'яного храму, який існував ще в 1832 році. Освятив зведений храм архиєпископ Сильвестр Сембратович. Протягом 1932—1934 років над поліхромією храму працював Северин Борачок (за сприяння митрополита Андрея Шептицького).
У радянський період храм був закритий і занепадав. У будівлі діяв склад, а ікони з іконостаса вирізали, вікна повибивали. Від поліхромії С. Борачека мало що залишилося. 1989 року відновлено Богослужіння.

## Парохи
- о. Андрій Дольницький (1832—1872)
- о. Филемон Решетилович (1873—1914)
- о. Микола Садовський (1918—1935)
- о. Михайло Гаврилюк (1937—1939, 1944)
- о. Дмитро Майкут (до 2010)[2]
- о. Андрій Лукачик (до 2010, в. о. адміністратора; від 2010, адміністратор)[2]
- о. Тарас Сиділо (від 2023, сотрудник)[2]